# 乳酸銅
乳酸銅，是一種綠色化合物，分子式為 Cu(CH3CHOHCOO)2。 易溶於熱水，形成綠色溶液，通常比醋酸鹽更藍。此複合物已用於改變鹼性介質中銅的溶解度，從而可以控制氧化亞銅的電沉積。